# 新竹市立培英國民中學
新竹市立培英國民中學（英語：Pei Ying Junior High School，簡稱PYJH或是PIJH）成立於1956年，位於台灣新竹市東區學府路4號 ，鄰近十八尖山。

## 歷史
1956年定名為新竹縣立新竹第二女子初級中學。1957年迁至日治時期東山小學舊址。1968年國民教育延長為9年時更名為新竹縣立培英國民中學，1982年新竹市改制為省轄市后更名為新竹市立培英國民中學。

## 校長
- 竹二女第一任(第1屆)：周秉維（1957.8~1959.9）
- 竹二女第二任(第2屆)：王淑英（1959.9~1960.8）
- 竹二女第三任(第3~8屆)：武純仁（1960.8~1967.5）
- 第一任(竹二女第9~12屆+培英國中第1~9屆)：景芳玉（1967.5~1979.8）(1968年原竹二女改為培英國中)
- 第二任(第10~18屆)：陳從傑（1979.8~1988.7）
- 第三任(第19~30屆)：許文輝（1988.8~2000.7）
- 第四任(第31~36屆)：張文忠（2000.7~2007.5）
- 第五任(第37~43屆)：洪碧霜（2007.5~2013.3）
- (代理)(第43屆)：古明政（2013.4~2013.6）
- 第六任(第44~50屆)：丁淑觀（2013.7~2020.7）
- 第七任(第51屆~)：潘致惠（2020.7~）

## 校友
- 林智堅：第9、10屆新竹市市長。[1]

## 外部連結
- 培英國中網站 （页面存档备份，存于）
- 培英營養午餐網
- 劉若英   繼續-給十五歲的自己  MV官方完整版  （页面存档备份，存于）– 一首背景為培英國中的MV。
- 世界大典-新竹市立培英國民中學